# Амелин, Анатолий Николаевич
Анатолий Николаевич Амелин (8 июня 1946, Москва, СССР) — советский игрок в настольный теннис, многократный чемпион СССР, призёр чемпионатов мира и Европы. Заслуженный мастер спорта СССР.

## Биография
Анатолий Амелин начал заниматься настольным теннисом в клубе «Шахтер», под руководством тренера Валентина Сергеевича Иванова.
В 1964 году Анатолий Амелин в первый раз стал чемпионом СССР. Всего Анатолий Амелин завоевал на чемпионатах СССР 25 медалей, из них 7 золотых, из которых 2 золотые медали в одиночном разряде.
В 1966 году Анатолий Амелин стал обладателем серебряной и двух бронзовых медалей чемпионата Европы. В 1967 году завоевал серебряную и бронзовую медали чемпионата мира. В 1968 году вновь стал обладателем серебряной и двух бронзовых медалей чемпионата Европы. В 1969 году завоевал бронзовую медаль чемпионата мира. На чемпионате Европы 1970 года стал обладателем двух бронзовых медалей.
Был членом сборной СССР с 1966 года по 1970 год.
Женат на обладательнице золотой медали чемпионата мира Лайме Балайшите.